# Bitwa pod Mons Gaurus
Bitwa pod Mons Gaurus – starcie zbrojne, które miało miejsce w roku 342 p.n.e. w trakcie I wojny samnickiej. Do bitwy pomiędzy armią rzymską a Samnitami doszło pod górą Monte Gauro (obecnie Monte Barbaro) w pobliżu miasta Cumae na zachód od Neapolu.
Zwycięstwo w bitwie, pomimo ciężkich strat, odnieśli Rzymianie dowodzeni przez Markusa Waleriusza Corvusa. Po bitwie Kartagina pogratulowała sukcesu Rzymianom, darowując Rzymowi złotą koronę do świątyni Jupitera.